# Torun Eriksen
Pour les articles homonymes, voir Eriksen.
Torun Eriksen (née en 1977 en Norvège) est une auteure-compositrice-interprète de jazz (chant).

## Biographie
Elle est née à Skien dans le Telemark. Elle apprend le chant au lycée puis la musique à l'université. À parti de 1998, elle étudie à l'Institut norvégien de la scène et du studio (Norwegian Institute for Stage and Studio NISS) d'Oslo, où elle rencontre le bassiste Kjetil Dalland.

## Production artistique
Influencée initialement par le gospel et le choral, elle développe ensuite son propre style, entre funk, pop et soul. Elle chante en norvégien et en anglais. Ses créations sont remarquées en Allemagne,. Elle se produit régulièrement avec le chœur de jazz de Fribourg (de).

## Discographie
- Luxury and Waste (2018)[6],[7]
- Grand White Silk (2016)[8]
- Visits (2013)[9]
- Passage (Jazzland 2010)
- Prayers & Observations (Jazzland 2005)
- Glittercard (Jazzland 2003)